# Amphimallon atrum
Amphimallon atrum es una especie de coleóptero de la familia Scarabaeidae.

## Distribución geográfica
Habita en la Europa occidental.